# Göllnitz (Sallgast)
Göllnitz (niedersorbisch Jeleńce) ist ein Ortsteil der Gemeinde Sallgast vom Amt Kleine Elster im Landkreis Elbe-Elster in Brandenburg.

## Geografie
Der Ort liegt sechs Kilometer nördlich von Sallgast und neun Kilometer östlich von Massen, wo sich der Verwaltungssitz vom Amt Kleine Elster befindet. Die Nachbarorte sind im Uhrzeigersinn Rutzkau im Norden, Saadow im Nordosten, Lipten und Lug im Osten, Wormlage im Südosten, Dollenchen im Süden, Lieskau im Südwesten, Massen im Westen, sowie Lindthal und Rehain im Nordwesten.

## Geschichte
Im Jahr 1346 wurde Göllnitz erstmals urkundlich erwähnt. Der Ortsname ist von dem sorbischen Wort jeleń für Hirsch abgeleitet.
Zum 26. Oktober 2003 wurde die bis dahin selbständige Gemeinde Göllnitz aufgelöst und ein Ortsteil der Gemeinde Sallgast.

## Kultur und Sehenswürdigkeiten

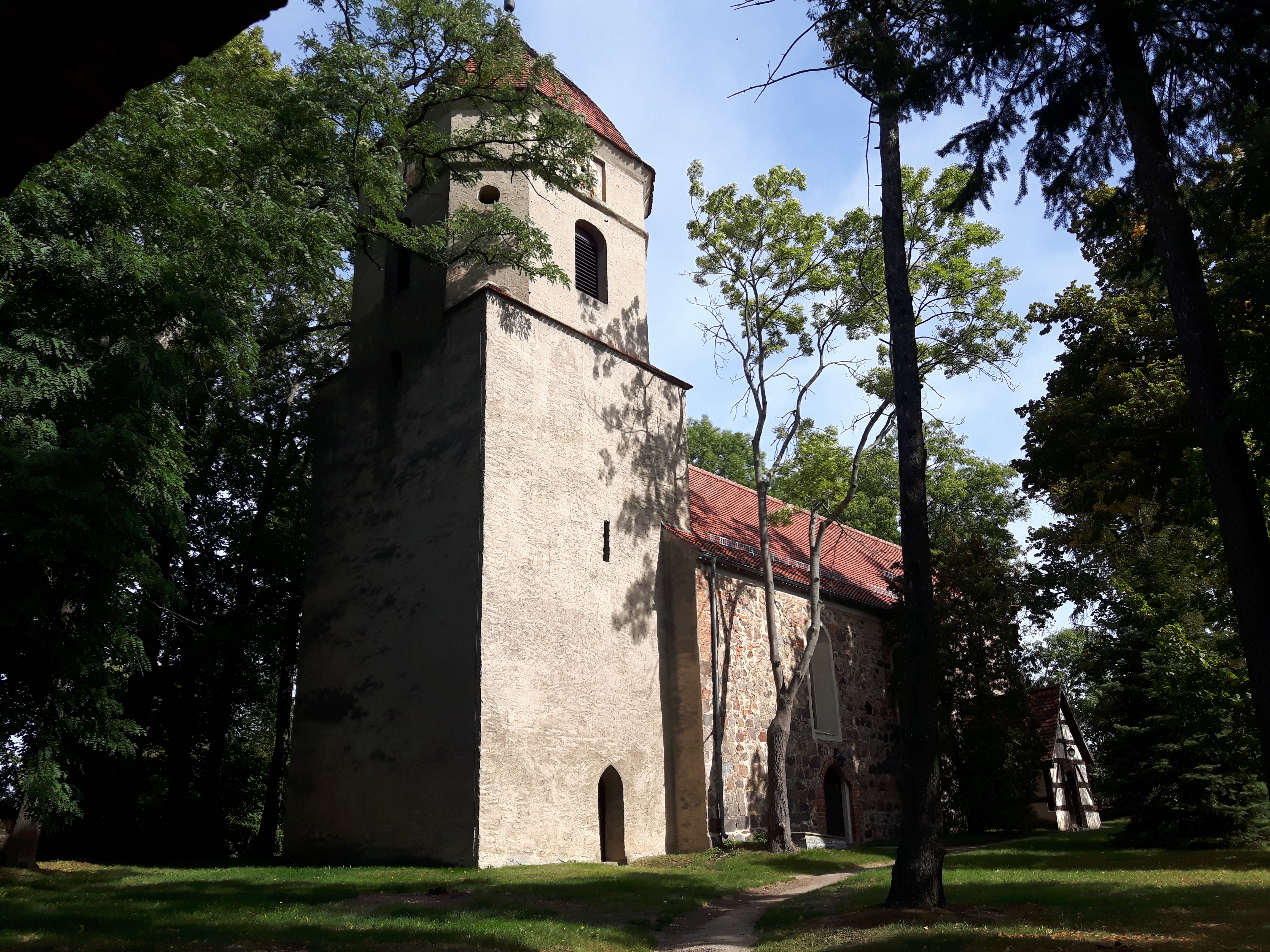
Dorfkirche Göllnitz

Die denkmalgeschützte Dorfkirche von Göllnitz stammt in den Grundzügen aus dem 13. Jahrhundert.